# Ruschia framesii
Ruschia framesii är en isörtsväxtart som beskrevs av L. Bol. Ruschia framesii ingår i släktet Ruschia och familjen isörtsväxter. Inga underarter finns listade i Catalogue of Life.